# Simone Pianigiani
Simone Pianigiani (ur. 31 maja 1969 w Sienie) – włoski trener koszykówki, aktualnie prowadzi 21 drużynę w rankingu FIBA w koszykówce – reprezentację Włoch.
Pianigiani rozpoczął karierę zawodniczą w 1995 w Mens San Siena. Mimo dobrej gry nie odniósł wielkich sukcesów. Czynne uprawianie koszykówki zakończył w 2006. Po kilku miesiącach otrzymał propozycję objęcia roli trenera od właśnie tego klubu z Toskanii. Od tego momentu zaczęły się jego sukcesy trenerskie. Prowadzona przez niego drużyna 6 razy triumfowała w rozgrywkach ligowych o mistrzostwo Włoch (2007, 2008, 2009, 2010, 2011, 2012), 5 razy wygrał też puchar kraju (2007, 2008, 2009, 2010, 2011), 4 razy jego drużyna mogła cieszyć się też z Superpucharu Italii (2009, 2010, 2011, 2012), otrzymał również nagrodę dla Najlepszego Trenera Ligi Włoskiej (2007).
Dzięki wielkiej dominacji jego drużyny nad resztą stawki w lidze włoskiej zwróciła się po niego, także reprezentacja z półwyspu Apenińskiego, którą prowadzi od 2009. W czerwcu 2012 Pianigiani zdecydował się zamienić rodzimą ligę na turecką gdzie objął posadę trenera Fenerbahce Stambuł. W 2013 roku, po zdobyciu Pucharu Turcji opuścił Fenerbahce Stambuł koncentrując się na pracy z reprezentacją Włoch.